# Regne de Ceredigion
El regne de Ceredigion va ser un dels diversos regnes que van sorgir al país de Gal·les després que els romans abandonessin al segle v l'illa de la Gran Bretanya. Els seus habitants eren d'ètnia celtobritana. La seva extensió correspon aproximadament al de l'actual comtat de Ceredigion, amb la badia de Cadigan de cara a la mar d'Irlanda, en el seu extrem l'oest. La seva geografia muntanyosa va dificultar l'ocupació per part d'invasors. Segons Nennius la paraula Ceredigion significa literalment 'la gent de Ceredig'.

## Fundació i extensió
Segons el relat de Nennius, un cronista gal·lès del segle x, la fundació del regne va ser obra de Ceredig, fill de Cunedda. Aquest Cunedda era originari del nord (Hen Ogledd) i es va traslladar amb la seva família per instal·lar-se aquí al segle v.
Abans que els romans conquerissin Britànnia, el sud de Ceredigion estava habitat pels dimetes i potser també pels ordòvics. La paraula Ceredigion deriva de l'adjectiu llatí Cereticianus, que probablement deriva del nom propi Cereticus, el fill de Cunedda. Encara que l'actual comtat de Ceredigion té una extensió aproximada al de l'antic reialme, quan en els segles xiii i xiv es feia servir aquesta paraula també incloïa alguns llocs de Carmarthenshire, situats a la vall del Cothi, del cantref de Mawr, i més al sud fins a tocar amb Teifi. En el cronicó d'Adam d'Usk es diu que Cynwyl Caio estava situat en el comtat de Cardigan (Cereidigion). En la carta de fundació de l'abadia de Talley, es diu que la vila de Brechfa pertanyia a Ceredigion. Aquests escrits podrien ser simplement errades o bé voldrien dir que els reis de Ceredigion van conquerir el cantref de Mawr al segle viii.
En l'hagiografia de sant Carannog, es diu que el riu Gwaun, que desemboca al mar per Abergwaun (Fishguard), era la frontera sud del reialme, però en una versió anterior d'aquest text es diu que era el riu Teifi el que feia de frontera. La substitució del Gwaun pel Teifi, es deu al fet que l'any 1291 es van incloure les parròquies de Cemaes i Emlyn que eren de Ceredigion, dins el bisbat de Cardigan.

## El canvi de nom
No és clar en quin moment Seisyllwg va sorgir com a unitat diferenciada. Es dona per fet que el seu nom ve de Seisyll ap Clydog, rei de Ceredigion a finals del segle VII o començaments del segle viii, al qual també se'l suposa el fundador. Per altra banda, la paraula Ceredigion va continuar fent-se servir al llarg del segle ix. Sembla que el canvi de nom no va ser degut només al fet d'honorar el nom d'un rei sinó que el terme Seisyllwg es va començar a fer servir per referir-se a un territori més ampli, que potser va conquerir Seisyll. El nou territori està descrit en La primera branca del Mabinogi, text en què es diu que Seisyllwg inclou els quatre cantrefs de Ceredigion més els tres de Ystrad Tywi, una definició que concorda amb el que també diu a les lleis gal·leses (Cyfraith Hywel).

## Llista de reis
- Ceredig ap Cunedda (424–453)
- Usai (453–490)
- Serwyl (490–525)
- Boddw (525–560)
- Arthfoddw (560–595)
- Arthlwys (595–630)
- Clydog I (630–665)